# Зимин, Георгий Васильевич
Гео́ргий Васи́льевич Зими́н (23 апреля (6 мая) 1912, Санкт-Петербург — 29 марта 1997, Москва) — советский военачальник, маршал авиации (05.11.1973), Герой Советского Союза (28.09.1943), доктор военных наук (1972), профессор (1974).

## Биография
Отец его погиб от рук жандармов во время забастовки на заводе, когда Георгию не было и года. Мать не могла содержать большую семью, мальчика определили в детдом в Калуге. Там прошли его детство и юность. Окончил семилетнюю школу в 1927 году. Русский. С июня 1930 года работал слесарем-электриком в электротехнических железнодорожных мастерских в Калуге, одновременно учился на рабфаке. Кроме того, окончил 3-х летнюю школу-изостудию.

### Военная служба до Великой Отечественной войны
На военную службу призван в Красную Армию в декабре 1931 года. Окончил Военно-теоретическую школу лётчиков в Ленинграде в 1933 году, 14-ю военную школу лётчиков в Энгельсе в 1935 году. С декабря 1935 года служил в 31-й отдельной истребительной эскадрилье ВВС ОКДВА на Дальнем Востоке младшим лётчиком. С июля 1938 года — помощник командира истребительной эскадрильи 48-го отдельного истребительного авиационного полка, в составе полка участвовал в конфликте у озера Хасан, где выполнил 32 боевых вылета Большей частью на штурмовку наземных японских войск, а несколько вылетов — на разведку. Награждён орденом Ленина. Член ВКП(б) с 1937 года.
С осени 1938 года — командир истребительной эскадрильи, с февраля 1940 года — заместитель командира 53-го истребительного авиаполка ВВС 1-й Краснознамённой армии.
В августе 1940 года поступил на учёбу в Военную академию командного и штурманского состава ВВС Красной Армии.

### Великая Отечественная война
В боях Великой Отечественной войны с июля 1941 года, когда в звании капитана был назначен заместителем командира 42-го истребительного авиационного полка, вооружённого самолётами МиГ-3 и после потерь первых дней войны направленного на переформирование в Орёл. Воевал в ВВС Брянского фронта. Боевой счёт открыл 11 октября 1941 года при налёте на недавно захваченный немцами аэродром города Орёл, причём в одном бою сбил тогда два немецких самолёта. А к концу этого октября на его боевом счету было уже 7 личных побед. 31 октября 1941 года Зимин был представлен к званию Героя Советского союза за эти победы, но награждён не был.
С ноября 1941 года — командир 127-го истребительного авиационного полка. С февраля 1942 года — командир 485-го истребительного авиационного полка на Северо-Западном фронте и на Ленинградском фронте. Полк был вооружён истребителями «Харрикейн», летом его частично перевооружили на Як-1. За мужество и героизм личного состава в марте 1943 года полк стал гвардейским.
В июле 1942 года вторично был представлен к званию Героя за 11 личных побед, но вновь не награждён.
С апреля 1943 года подполковник Г. В. Зимин назначен командиром 240-й истребительной авиационной дивизии на Калининском, 1-м Прибалтийском, 2-м Белорусском, 3-м Белорусском и 1-м Белорусском фронтах. Полковник (май 1943). К сентябрю 1943 года совершил 163 боевых вылета, участвовал в 39 воздушных боях, в которых сбил лично 13 самолётов противника и ещё 4 в составе группы. За эти подвиги был в третий раз представлен к званию Героя.
Указом Президиума Верховного Совета СССР от 28 сентября 1943 года за «образцовое выполнение боевых заданий командования на фронте борьбы с немецкими захватчиками и проявленные при этом отвагу и геройство» полковнику Зимину Георгию Васильевичу присвоено звание Героя Советского Союза с вручением ордена Ленина и медали «Золотая Звезда».
Будучи командиром дивизии, продолжал боевые вылеты до самого конца войны. Последнюю победу в воздушном бою одержал 25 апреля 1945 года над Берлином, уже будучи генералом. К Победе имел на своем боевом счету 249 боевых вылетов, провёл 69 воздушных боёв, сбил 14 самолётов противника лично.

### После войны

Могила Г. В. Зимина на Кунцевском кладбище Москвы

С 8 декабря 1945 года по 1948 год — командир 8-го истребительного авиационного корпуса (Северная Группа войск: Варнемюнде, Германия (08.12.1945 — 1946), Легница, Польша (1946—1947 гг.)). С февраля 1947 года учился в Высшей военной академии имени К. Е. Ворошилова (окончил в 1948 году).
С 1 июня 1949 года — командующий 42-й воздушной истребительной армией ПВО Бакинского района ПВО.
С 1 декабря 1951 года — главный руководитель по организации воздушной обороны государственных границ стран народной демократии.
С июня 1953 года — командующий 59-й воздушной армией в Центральной группе войск на территории Австрии и Венгрии. С мая 1954 года — генерал-инспектор Главной инспекции Министерства обороны СССР. С апреля 1956 года — командующий 24-й воздушной армией в составе Группы советских войск в Германии. С декабря 1960 года — первый заместитель Главнокомандующего Войсками ПВО страны. Летал до 1960-х годов, освоив реактивные МиГ-15, МиГ-17, МиГ-19 и МиГ-21.
С июля 1966 года — начальник Военной командной академии ПВО имени Г. К. Жукова, доктор военных наук (1972), профессор (1974). Воинское звание маршал авиации присвоено 5 ноября 1973 года.
С января 1981 года — военный инспектор-советник Группы генеральных инспекторов Министерства обороны СССР. С мая 1992 года — в отставке.
Жил в Москве на Мосфильмовской улице. Депутат Верховного Совета СССР 5-го и 6-го созывов (1958—1966). Автор мемуаров «Истребители» и нескольких учебников по аэрогидродинамике и тактике истребительной авиации. Похоронен на Кунцевском кладбище.

## Награды
- Медаль «Золотая Звезда» Героя Советского Союза, указ от 28 сентября 1943 года.
- Орден Жукова (Российская Федерация, 25.04.1995).
- Три ордена Ленина (25.10.1938, 4.06.1942, 28.09.1943).
- Орден Октябрьской Революции (22.02.1977).
- Четыре ордена Красного Знамени (7.11.1941, 9.06.1945, 13.06.1952, 31.10.1967).
- Орден Суворова 2-й степени (22.07.1944).
- Орден Кутузова 2-й степени (19.04.1945).
- Орден Отечественной войны 1-й степени (11.03.1985).
- Два ордена Трудового Красного Знамени (21.04.1972, 5.05.1982).
- Два ордена Красной Звезды (30.04.1947, 20.04.1962).
- Орден «За службу Родине в Вооружённых Силах СССР» 3-й степени (12.02.1976).
- Медаль «За боевые заслуги» (3.11.1944).
- Медаль «За оборону Ленинграда»
- Медаль «За оборону Москвы»
- Медаль «За взятие Кёнигсберга»
- Медаль «За взятие Берлина»
- Юбилейные медали СССР
- Знак «Участнику Хасанских боёв»

Иностранные награды
- Орден «За заслуги перед Отечеством» 1-й степени (ГДР, 8.05.1975)
- Кавалерский (рыцарский) крест ордена Возрождения Польши 3-й степени (Польша, 6.10.1973)
- Орден «9 сентября 1944 года» 1-й степени с мечами (Болгария, 14.09.1974)
- Орден «За боевые заслуги» (Монголия, 6.07.1971)
- Медаль «30 лет Халхин-Гольской Победы» (Монголия, 15.08.1969)
- Медаль «50 лет Монгольской Народной Армии» (Монголия, 15.03.1971)
- Медаль «50 лет Монгольской Народной Революции» (Монголия, 16.12.1971)
- Медаль «60 лет Вооружённым силам МНР» (Монголия, 29.12.1981)
- Медаль «Братство по оружию» (Польша, 12.10.1988)
- Медаль «Братство по оружию» в золоте (ГДР)
- Медаль «За укрепление дружбы по оружию» в золоте (ЧССР)
- Медаль «100 лет со дня рождения Георгия Димитрова» (Болгария, 1982)
- Медаль «100 лет Освобождения Болгарии от османского рабства» (Болгария, 1978)
- Медаль «25 лет Болгарской народной армии» (Болгария, 9.1969)
- Медаль «90 лет со дня рождения Георгия Димитрова» (Болгария, 23.02.1974)
- Медаль «40 лет Победы над гитлеровским фашизмом» (Болгария, 16.05.1985)
- Медаль «За службу Родине» I степени (Венгрия, 20.02.1970)
- Медаль «За боевое содружество» I степени (Венгрия, 20.06.1980)
- Медаль «Китайско-советская дружба» (КНР)
- Медаль «30-я годовщина Революционных Вооружённых сил Кубы» (Куба, 24.11.1986)

## Воинские звания
- майор (1942)
- полковник (1943)
- генерал-майор авиации (20.04.1945)
- генерал-лейтенант авиации (3.08.1953)
- генерал-полковник авиации (07.05.1960)
- маршал авиации (05.11.1973)

## Сочинения
- Зимин Г. В. «Истребители» — М.: Воениздат, 1988.
- Зимин Г. В. Тактика в боевых примерах: истребительная авиационная дивизия. — М.: Воениздат, 1982. — 175 с., ил.

## Память
- Мемориальные доски в честь Г. В. Зимина установлены на зданиях бывшей Военной командной академии ПВО, которой он руководил, и бывшей семилетней школы в Калуге, которую он окончил.